# Jesus Christ Superstar (musical)
Jesus Christ Superstar è un'opera rock composta da Andrew Lloyd Webber con testi di Tim Rice.
Si ispira alle vicende dell'ultima settimana della vita di Gesù (l'ingresso a Gerusalemme, il processo, la condanna a morte e la crocifissione) narrate dalla prospettiva originale del punto di vista di Giuda Iscariota, rappresentando il conflitto umano e ideologico tra i due personaggi.
Dall'opera venne tratto il film Jesus Christ Superstar del 1973.

## Trama
In scena un gruppo di giovani viaggiatori hippie preparano l'allestimento per l'opera. Irrompe Giuda Iscariota, accusando Gesù di non rispettare il volere di Dio, e poi di essere falso con gli stessi Apostoli. Gesù non gli dà conto e durante la sua peregrinazione incontra Maria Maddalena, che salva dalla lapidazione, la quale si offre di servirlo in una grotta. Irrompe nuovamente Giuda, cercando di mettere zizzania tra gli Apostoli, sollevando la questione se sia lecito avere una donna nella compagnia di Gesù. Viene allontanato, e così lui si presenta dal Sommo Sacerdote Caifa, che nel frattempo sta progettando l'uccisione di Cristo per la sua enorme popolarità fra i poveri. 
Gesù compie alcune guarigioni, e annuncia il Regno di Dio agli Apostoli, dato che alcuni sono stati colti dal dubbio per le continue attenzioni del Messia verso la Maddalena. Successivamente va a Gerusalemme, dove si scontra violentemente con i mercanti del Tempio. Simone Zelota si dimostra aperto alle idee di Gesù, ma presto cambia opinione e si unisce a Caifa. Intanto il governatore Ponzio Pilato fa un sogno riguardo alla condanna a morte di un innocente. Cristo entra nel Tempio dove predica contro i Farisei, i quali quella notte stessa decidono di catturarlo. Infatti Giuda per 30 denari ha rivelato la posizione degli Apostoli. Quando, dopo l'Ultima Cena, Cristo è preso, imprigionato e condannato, Giuda si pente e si impicca. 
Cristo è portato davanti al Sommo Sacerdote per essere interrogato, quindi viene condotto da Pilato chiedendogli di condannarlo a morte. Il governatore non vede gravi peccati, e lo fa frustare, poi lo fa portare dal re Erode Antipa per non avere fastidi, ma è infine costretto a condannare Cristo per non far fronte a una nuova sommossa a Gerusalemme. Così Cristo è portato sul Calvario e crocifisso.

## Personaggi
| Personaggio         | Registro vocale | Descrizione                                                                   |
| Gesù                | Tenore          | Protagonista del musical; maestro dei dodici apostoli, figlio di Dio, Messia, |
| Giuda Iscariota     | Tenore          | Uno dei dodici apostoli di Gesù, timoroso della fama del maestro              |
| Maria Maddalena     | Mezzosoprano    | Seguace di Gesù, innamorata di lui                                            |
| Ponzio Pilato       | Baritono        | Governatore romano in Palestina che condanna Gesù alla crocifissione          |
| Caifa               | Basso           | Sommo Sacerdote, nemico di Gesù                                               |
| Anna                | Contraltista    | Importante Sacerdote, cognato di Caifa                                        |
| San Pietro Apostolo | Baritono        | Uno dei dodici apostoli di Gesù                                               |
| Simone lo Zelota    | Tenore          | Uno dei dodici apostoli di Gesù                                               |
| Erode Antipa        | Tenore          | Depravato re dei giudei                                                       |

## Ideazione
Jesus Christ Superstar nasce come doppio album nel 1970, con interpreti principali Ian Gillan nel ruolo di Gesù, Murray Head nel ruolo di Giuda, Yvonne Elliman nel ruolo di Maria Maddalena, ruolo che sostenne anche nella trasposizione cinematografica del 1973, ad opera del regista Norman Jewison, John Gustafson come Simone il Cananeo e Barry Dennen come Ponzio Pilato.
L'album raggiunge la prima posizione nei Paesi Bassi per cinque settimane, nella Billboard 200 per tre settimane vincendo il disco d'oro negli Stati Uniti ed in Canada, la terza in Norvegia, la quarta in Austria, la sesta in Australia e la decima in Olanda.
Nel 1992 una versione australiana con John Farnham diretta da David Hirschfelder arriva in prima posizione per 10 settimane in Australia raggiungendo 4 dischi di platino.

## Produzione
Il 15 maggio 1971 avviene la prima assoluta in concerto con Yvonne Elliman, Anita Morris, Ben Vereen e Bob Bingham a Kansas City (Missouri). Nel luglio 1971 venne rappresentata in concerto al Civic Arena di Pittsburgh con Carl Anderson e la Elliman davanti a 13.000 persone. Il 12 ottobre 1971 Jesus Christ Superstar fu rappresentato per la prima volta con Vereen e Bingham a Broadway, dove rimase in scena 720 recite per 18 mesi con Samuel E. Wright, la Morris, Anderson, Ian Gillan e Ted Neeley nelle repliche. Nello stesso anno Robert Stigwood organizza degli spettacoli itineranti nel Nord America. La produzione teatrale nel West End londinese del 1972 al Palace Theatre con Dana Gillespie per la regia di Jim Sharman ebbe un enorme successo: replicata per 3.358 recite in otto anni, diventò allora il musical rappresentato continuativamente più a lungo a Londra.
L'opera continuò a essere rappresentata per tutti gli anni settanta fino al 1980. Venne in seguito ripresa nel 1992 con Ted Neeley e Carl Anderson nei ruoli rispettivamente di Gesù e Giuda, gli stessi che avevano interpretato anni prima nella versione cinematografica dell'opera. Sempre nella stessa produzione apparvero Dennis DeYoung e James O'Neil nel ruolo di Ponzio Pilato e Syreeta, Irene Cara e Christine Rea nel ruolo di Maria Maddalena. Lo spettacolo, originariamente pensato per durare qualche mese, si protrasse per cinque anni.
Sempre nel 1972 va in scena il 18 febbraio a Göteborg con Agnetha Fältskog davanti a 74.000 spettatori, il 16 marzo in Adelaide (Australia) e dal 4 maggio a Sydney e Melbourne con John Paul Young, Graham Russell e Russell Hitchcock per la regia di Sharman fino al febbraio 1974 superando le 700 recite. Nel 1973 va in scena al Théâtre de Chaillot di Parigi nella traduzione di Pierre Delanoë con Anne-Marie David e nel 1992 uno spettacolo itinerante per il Nord America con Neeley, Anderson, Syreeta Wright ed Irene Cara che nelle repliche durate cinque anni videro impegnato anche Jason Raize. Nel 1996 va in scena con Alice Cooper al Lyceum Theatre di Londra e nel 2000 torna a Broadway per 161 recite. Nel 2002 vi fu uno spettacolo itinerante in America con Sebastian Bach ed Anderson e nel 2004 uno spettacolo in Gran Bretagna di Bill Kenwright con James Fox (cantante) va in scena per un anno. Nel 1994 a Praga va in scena una versione Ceca che va avanti fino al 1998 con 1288 recite. Gary Cherone va in scena nel musical a Boston negli anni 1994, 1996, 2000 e 2003. Dal 2007 al 2009 una produzione spagnola per la Stage Entertainment con Ola Salo va in scena in Norvegia, Italia e Svezia.
Nel 2011 Des McAnuff porta una produzione in Stratford (Ontario) e nel 2012 torna a Broadway con 116 recite ed in Gran Bretagna con Tim Minchin e Melanie Chisholm. Seguirono altre produzioni di Jesus Christ Superstar in tutto il mondo e l'opera continua a essere messa in scena.

## Riconoscimenti

### Candidature ai Tony Award 1972
- Migliore colonna sonora originale: Andrew Lloyd Webber e Tim Rice
- Migliore attore in un musical: Ben Vereen
- Migliore scenografia: Robin Wagner
- Migliori costumi: Randy Barcelo
- Migliori luci: Jules Fisher

### Theater World Award 1972
- Vincitore: Ben Vereen

### Drama Desk Awards 1972
- Migliore compositore esordiente: Andrew Lloyd Webber

### Candidature ai Tony Award 2000
- Migliore revival

## Controversie
Al tempo della sua uscita l'opera destò numerose polemiche, soprattutto per l'impostazione non convenzionale con cui vengono sviluppati i personaggi e la storia. La divinità di Gesù non è data per scontata, ma posta in dubbio dalle parole di Giuda, che nel brano Heaven On Their Minds (Il Paradiso nelle loro menti) canta: «You really do believe this talk of God is true?» («Credi veramente che queste voci su Dio siano vere?»). La figura di Maria Maddalena è rappresentata come palesemente innamorata di Gesù nel brano I don't know how to love him (Non so come amarlo). La rappresentazione della folla che incita alla crocifissione fu criticata come antisemita da alcuni esponenti ebraici.
Sorsero proteste da parte di diversi gruppi fondamentalisti cristiani e ebraici, che in alcuni casi costrinsero a sospendere le rappresentazioni, come ad esempio in Sudafrica.
Ultimamente Ted Neeley, l'attore di Gesù nella versione cinematografica del musical, ha affermato in un'intervista che il Papa Paolo VI, dopo aver visionato in anteprima la pellicola, ne fu entusiasta, e spinse il cast perché fosse rappresentato a Roma nonostante le calde proteste. L'Osservatore Romano, all'epoca, aveva smentito la visione del film da parte del Papa, e il Vescovo di Roma non si è mai espresso, ufficialmente, sul tema.
La Commissione Nazionale Valutazione Film della Conferenza Episcopale Italiana, ne consiglia la visione nel periodo di Quaresima, ma mette in guardia circa le possibili interpretazioni sbagliate.